# Живоинович, Велимир
Ве́лимир «Ба́та» Живои́нович (серб. Велимир Живојиновић Бата; 5 июня 1933, Корачица, Королевство Югославия — 22 мая 2016, Белград) — популярный сербский актёр. Снялся приблизительно в 300 фильмах и телесериалах, из которых более 35 фильмов о партизанах. В том числе в таких знаковых фильмах югославского кинематографа, как «Папоротник и огонь», «Скупщики перьев», «Балканский экспресс». Первое появление на большом экране состоялось в 1955 году в фильме «Письма из Кумбары».

## Биография
Родился 5 июня 1933 года.

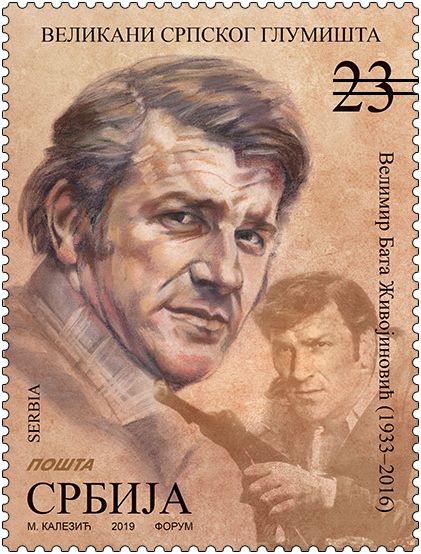
Марка Сербии 2019 г.

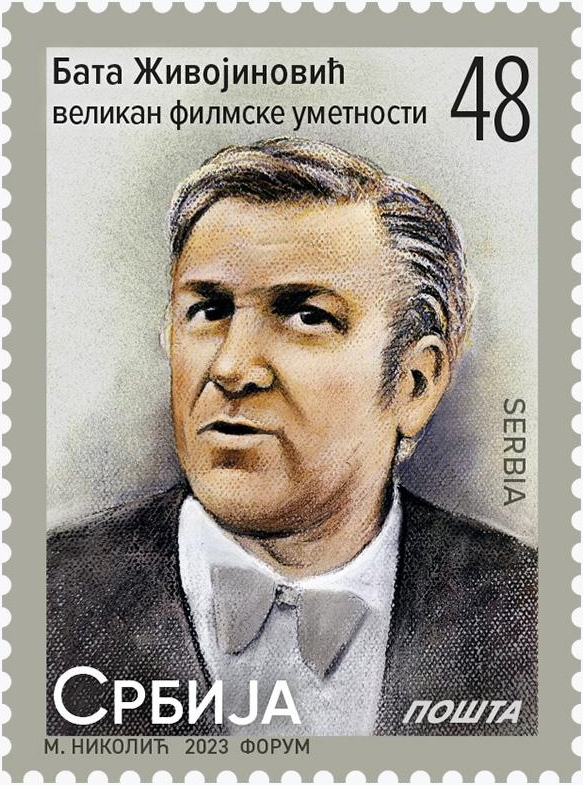
Марка Сербии 2023 г.

Окончил актёрскую школу в городе Нови Сад и Белградскую академию театра, кино и музыки.
С 1955 года некоторое время играл в театре, в том же году дебютировал в кино в исторической драме «Письма из Кумбары».
Популярность ему снискали съёмки в военных «партизанских» фильмах. Крупное телосложение и фактурная внешность оказалась востребованной для героических образов. Благодаря таким ролям заслужил неофициальный титул «Главный партизан Югославии», а также «Югославский Джон Уэйн».
Наиболее продуктивный и успешный период творчества Живоиновича пришёлся на 1960-е — 1980-е годы.
Кроме родной Сербии, Живоинович получил популярность в Китае, благодаря роли в фильме «Вальтер защищает Сараево». Много лет спустя, в образе своего киногероя, он выступил на Всемирная выставка в Шанхае в 2010 году. Также снялся в нескольких фильмах на немецком языке, но не считал их значимыми. Также скептически отзывался о своих ранних киноработах.
По собственному признанию, примером для подражания ему служил советский актёр Сергей Бондарчук.
Участвовал в общественно-политической жизни. В 1991 году был избран депутатом югославского парламента. Являлся кандидатом в президенты от Социалистической партии Сербии в 2002 году, но без поддержки Слободана Милошевича.
Умер 22 мая 2016 года. Похоронен на Аллее почёта на Новом кладбище в Белграде.

## Избранная фильмография
- 1959 — Мститель / Il vendicatore — солдат
- 1959 — Поезд вне расписания / Vlak Bez Voznog Reda — Дуйе Брикета
- 1962 — «Козара» / Козара — Шорга
- 1965 — «Папоротник и огонь» / Tri — Милош Боянич
- 1965 — «Верная Рука — друг индейцев» / Лавиринт смрти (Old Surehand 1. Teil) — Джим Поттер
- 1966 — «Живая мишень» / Glineni golub — Коста
- 1967 — «Диверсанты» / Диверзанти — Корчагин
- 1967 — «Скупщики перьев» / Скупљачи перја — Мирта
- 1968 — «Брат доктора Гомера» / Брат доктора Хомера — Симон Петрович
- 1969 — «Битва на Неретве» / Битка на Неретви — Столе
- 1969 — «По следу Тигра» / Мост — майор Тигр
- 1972 — «Мастер и Маргарита» / Мајстор и Маргарита — Коровьев
- 1972 — «Вальтер защищает Сараево» / Валтер брани Сарајево — Вальтер
- 1973 — «Сутьеска» / Сутјеска — Никола
- 1976 — «Сторож пляжа в зимний сезон» / Чувар плаже у зимском периоду — отец Любици
- 1977 — «Пёс, который любил поезда» / Пас који је волео возове — Ковбой
- 1977 — «Пришло время любить» / Луде године — доктор Неделкович
- 1979 — «Партизанская эскадрилья» / Партизанска ескадрила — Вук
- 1983 — «Балканский экспресс» / Balkan ekspres — Стойчич
- 1983 — «Алло, такси[серб.]» / Хало такси — Шугер
- 1983 — Большой транспорт/Велики транспорт-Коста
- 1984 — «Чудо невиданное» / Чудо невиђено — Отец Макарие
- 1985 — «Здравствуйте, инспектор!» / Ћао, инспекторе — Боки
- 1988 — «Коньяк» / Тајна манастирске ракије — Абдуллах
- 1989 — Битва на Косовом поле — Хамза
- 1996 — «Красивые деревни красиво горят» / Лепа села лепо горе — Гвозден
- 1997 — «Некоторые птицы никогда не долетят» / Птице које не полете — дед
- 1998 — «Бочка пороха» / Буре барута — водитель
- 1999 — «Белый костюм» / Бело одело — Господин
- 2005 — «Ивкова слава» / Ивкова слава — господин Мирко

Избранные телесериалы:
- 1987—1991 — «Лучшая жизнь» / Бољи живот — Александр Костич Мацола
- 1993—1996 — «Счастливые люди» / Срећни људи — Аранджел Голубович

## Память
- В 2019 году в честь актёра была переименована одна из улиц в Белграде в районе Врачар[11].

## Награды
- «Серебряная арена», Кинофестиваля в Пуле, Югославия (1963)
- «Золотая арена», Пула, Югославия (1965, 1967, 1972)
- «Октябрьская награда», Белград, Югославия (1972)
- Премия на МКФ в Москве, СССР (1979)
- «Славица» («Павле Вуисич»), Сербия (1993)
- Премия им. С. Бондарчука «За выдающийся вклад в кинематограф», МКФ «Золотой Витязь», Минск, Беларусь (1996)
- «Хрустальный колокол», кинофестиваль «Стожары», Киев, Украина (1999)
- Премия им. С. Бондарчука «За выдающийся вклад в кинематограф», МКФ «Золотой Витязь», Калуга, Россия (2004)
- «Александр Лифка», Палич, Сербия (2006)
- Золотая медаль «За заслуги» (2015, Сербия)[12]

### Комментарии
1. ↑  Бата — прозвище; у слова нет точного перевода на русский язык, является многозначным со значениями «отец», «друг», «брат», в общем — очень близкий человек.